# Абрамів (Любартівський повіт)
Абрамів (пол. Abramów) — село на сході Польщі, у гміні Абрамів Любартівського повіту Люблінського воєводства. Центр гміни. Населення — 642 особи (2011).
Розташоване на відстані 21 км від Любартова, і 30 км від Любліна.

## Історія
У 1975—1998 роках село належало до Люблінського воєводства.

## Демографія
Демографічна структура станом на 31 березня 2011 року:
|          | Загалом | Допрацездатний вік | Працездатний вік | Постпрацездатний вік |
| -------- | ------- | ------------------ | ---------------- | -------------------- |
| Чоловіки | 310     | 57                 | 218              | 35                   |
| Жінки    | 332     | 65                 | 180              | 87                   |
| Разом    | 642     | 122                | 398              | 122                  |